# 広島東洋カープ (ファーム)
広島東洋カープ（ひろしまとうようカープ、Hiroshima Toyo Carp）のファームは、日本のプロ野球球団・広島東洋カープの下部組織として設置されている二軍チームである。ウエスタン・リーグの球団のひとつ。

## 本拠地
1993年より山口県岩国市にある広島東洋カープ由宇練習場を本拠地としている。

### 過去の本拠地
- 1954年 - 1978年：呉市二河野球場
- 1979年 - 1992年：みろくの里神勝寺球場[1]

## 歴史・概要
1950年、広島カープ一軍と同時に創設された。初試合は、2月26日の広島総合グラウンド野球場での松竹ロビンス戦で、一軍のオープン戦の前座試合として開催されている。後にエースとして活躍する長谷川良平が完投したが、4-4で引き分けている。

しかし、4月には早くも球団の経営が行き詰まり、二軍選手の給与に一部未払いが生じた。その後、6月に二軍の活動が休止され、9月5日に二軍は正式に解散した。
1953年、二軍が復活した。2月24日に、復活後初の試合が広島総合グラウンド野球場で開催され、阪神タイガースに3-1で勝利している（時間切れで7回コールド）。なお、ウエスタン・リーグの事実上の前身である関西ファームリーグには加盟せずに、非公式の練習試合やアメリカ進駐軍との交流戦を行った。
1954年、新日本リーグに加盟した。新日本リーグは、日本野球機構に属さないセントラル・リーグが運営する独立リーグの位置付けであったため、一軍と別に球団名・本拠地を定めることになり、広島在住の作家・畑耕一の案で一軍の名称候補の一つに挙がっていた「グリーンズ」を採用した。また、二軍の本拠地は一軍とは異なる主要都市に置くことになり、グリーンズは呉市の二河野球場に置かれた。ユニフォームも一軍とは異なるものを着用した。
1955年にファームリーグの再編が行われ、3月1日に関西ファームリーグを改組する形でウエスタン・リーグが発足し、グリーンズも加盟した。

これにより、前年に始まった新日本リーグは試合消化がままならず、8月9日に開催された大分球場での中日ダイアモンズ戦・阪神ジャガース戦の変則ダブルヘッダーをもって打ち切りとなり、リーグは解散となった。
1956年に球団名を広島カープグリナーズへ改称、1958年には一軍と同じ広島カープとなるが、1968年に経営難で東洋工業（現マツダ）の支援を受けたことから一軍と共に広島東洋カープへ改称する。
本拠地は1979年より沼隈郡沼隈町（現福山市）にあるみろくの里神勝寺球場を使用していたが、1993年に球団の専用練習場が山口県玖珂郡由宇町（現岩国市）に完成したことを機に、二軍本拠地も由宇へ移転している。
2002年から社会人野球の公認大会であるJABA広島大会（毎年5月）にエントリーするようになった。これまで社会人野球の試合にプロチームが出場することは規制の問題から実現できなかったが、近年のプロ・アマ交流が盛んになったこと、特に社会人チームとプロ2軍の練習（交流）試合も盛んに行われるようになったことから、日本野球連盟・中国地区連盟は広島大会に限定してカープ2軍チームの出場を許可し、社会人野球公式戦の舞台で社会人チームとの対戦が実現した。
2011年から「三軍」を事実上採用。現段階では対外試合での調整ではなく「リハビリチーム」という位置づけで故障などで戦線を離脱している選手の調整が主であるが、将来的には若手育成のため育成・研修選手の実践の場を提供することも念頭においている。

## 沿革
- 1950年：結成するも9月に解散[4]
- 1953年：3年ぶりに再結成[5]
- 1954年：新日本リーグに参加。球団名を広島グリーンズとし、本拠地を呉市に置く[6]
- 1955年：ウエスタン・リーグに参加[8]
- 1956年：広島カープグリナーズへ改称
- 1958年：広島カープへ改称
- 1968年：広島東洋カープへ改称
- 1979年：本拠地を呉二河球場から神勝寺球場へ移転
- 1993年：本拠地を神勝寺球場から由宇球場へ移転[1]
- 2002年：この年から社会人大会に出場するようになる
- 2003年∶（1992年オリックス野球クラブ高卒新人鈴木一朗に代表される学年)1995年立教大学主将で全日空就職し野球から離れ1997年秋のカープ入団テスト合格しカープアカデミー自費留学しで1998年ドラフト8位指名で支配下選手契約し5年目広池浩司がウェスタンリーグ最多勝獲得し、チームの前期最高勝率や年間最高勝率や優勝決定戦進出に貢献し、由宇での後期最高勝率の阪神タイガース_(ファーム)との優勝決定戦では先発起用されたが早川健一郎に被本塁打で敗戦。

## 社会人野球大会戦績
2002年 1回戦敗退（2-3 三菱三原硬式野球クラブ）
2003年 優勝（決勝戦:4-0 三菱重工広島）全国の社会人野球の大会でプロチームの初めての優勝だった
2004年 優勝（決勝戦:4-3 三菱自動車水島）
2005年 準決勝敗退（準決勝:4-6 デュプロ）
2006年 予選リーグ敗退（7-0 常石鉄工、1-4 JFE西日本 予選Bグループ2位に終わり、決勝トーナメントに進めず）
2007年 予選リーグ敗退（8-1 ツネイシホールディングス野球クラブ、2-3 伯和ビクトリーズ 予選Aグループ2位に終わり、決勝トーナメントに進めず）
2008年 優勝（決勝戦:8-1 三菱重工広島）
2009年 優勝（決勝戦:7-6 三菱重工広島）
2010年 優勝（決勝戦:2-0 ワイテック）
2011年 予選リーグ1位（7-0 シティライト岡山、7-0 伯和ビクトリーズ 予選1位として決勝トーナメント出場権を得たが、決勝トーナメントが雨天順延されたことからウェスタンリーグ公式戦と日程が重複し、出場権を辞退した）
2012年 優勝（決勝戦:4-3 三菱重工広島）
2013年 優勝（決勝戦:4-2 三菱重工広島）

## 歴代監督
- 1950年 : 灰山元章
- 1955年 - 1957年 ： 野崎泰一
- 1958年 - 1960年 : 門前真佐人
- 1961年 - 1962年 : 藤村隆男
- 1963年 - 1964年 : 備前喜夫
- 1964年 - 1965年途中 : 藤村隆男
- 1965年途中 : 平山智
- 1966年 : 藤村隆男
- 1967年 : 米山光男
- 1968年 - 1969年 ： 深見安博
- 1970年 : 岡田悦哉
- 1971年 - 1972年 :  野崎泰一
- 1973年 : 森永勝也
- 1974年 : 備前喜夫
- 1975年 - 1976年 ： 木下強三
- 1977年 - 1979年途中 : 野崎泰一
- 1979年途中 - 1981年 : 備前喜夫
- 1982年 - 1983年 : 阿南準郎
- 1984年 - 1988年 ： 藤井博
- 1989年 - 1990年 ： 中登志雄
- 1991年 - 1993年 ： 三村敏之
- 1994年 - 1997年 ： 安仁屋宗八
- 1998年 ： 達川光男
- 1999年 - 2000年 ： 山崎隆造
- 2001年 - 2005年 ： 木下富雄
- 2006年 - 2011年　： 山崎隆造[注 1]
- 2012年 - 2014年 ： 内田順三
- 2015年 ： 高信二
- 2016年 -  2020年　： 水本勝己
- 2021年 -　： 高信二

### 三軍
- 2011年 - 2012年：水本勝己
- 2013年 - 2019年：浅井樹
- 2020年 - ：畝龍実

## ファーム日本選手権成績
| 年度   | 勝利チーム       | スコア | 敗戦チーム       |
| ------ | ---------------- | ------ | ---------------- |
| 1991年 | 読売ジャイアンツ | 8x - 7 | 広島東洋カープ   |
| 2017年 | 広島東洋カープ   | 5 - 2  | 読売ジャイアンツ |